# Evangelisch-reformierte Kirche in Hamburg
Die Evangelisch-reformierte Kirche in Hamburg ist eine reformierte Kirchengemeinde auf dem Gebiet der Freien und Hansestadt Hamburg. Ihre Wurzeln liegen in den Jahren 1588 und 1601. Sie hat sich 1976 zu einer Kirchengemeinde zusammengeschlossen und gehört seit Januar 2012 zur Evangelisch-reformierten Kirche, einer der 20 Gliedkirchen der Evangelischen Kirche in Deutschland (EKD). Die Gemeinde hat rund 3200 Mitglieder.

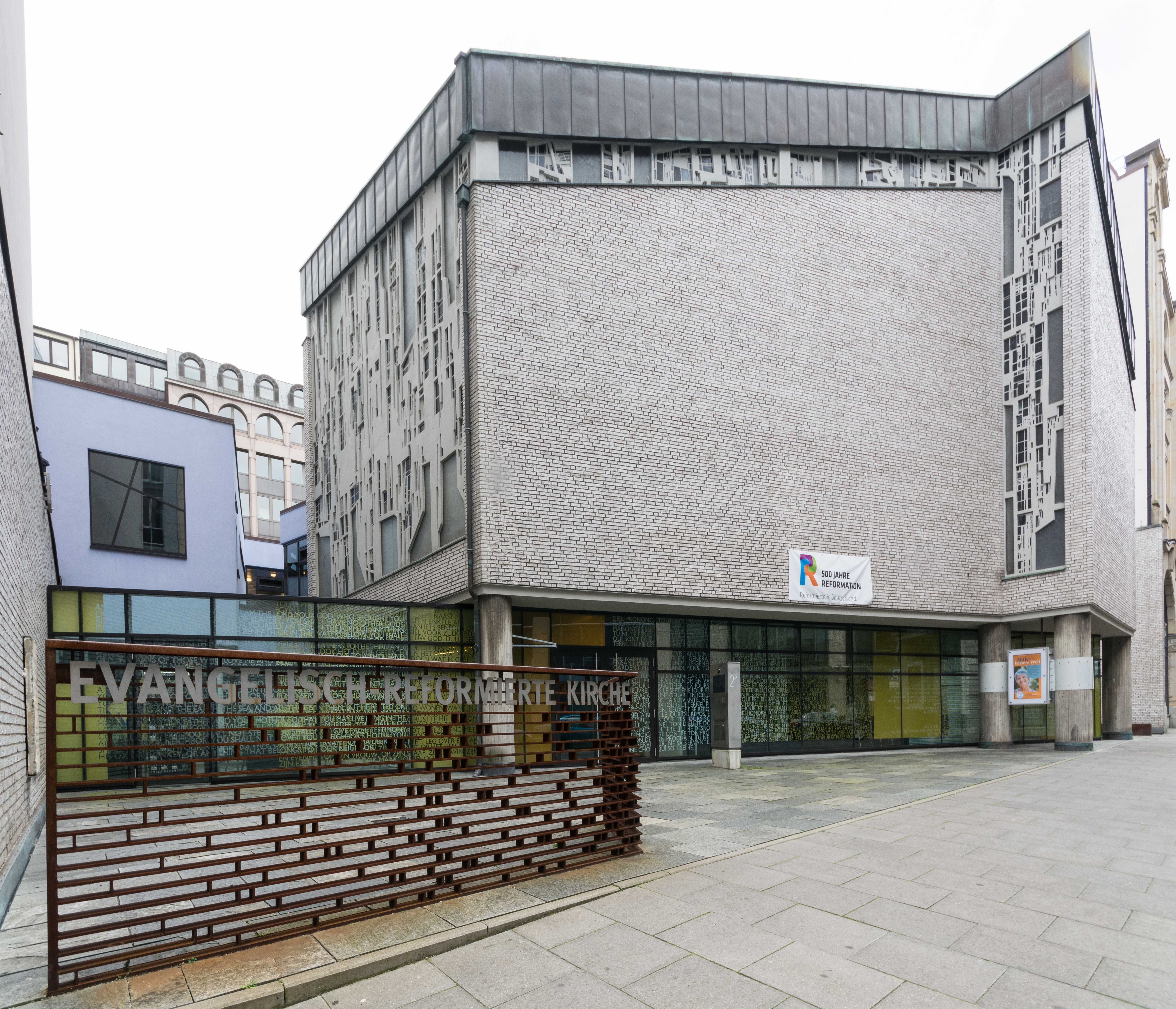
Reformierte Kirche in der Ferdinandstraße

## Geschichte

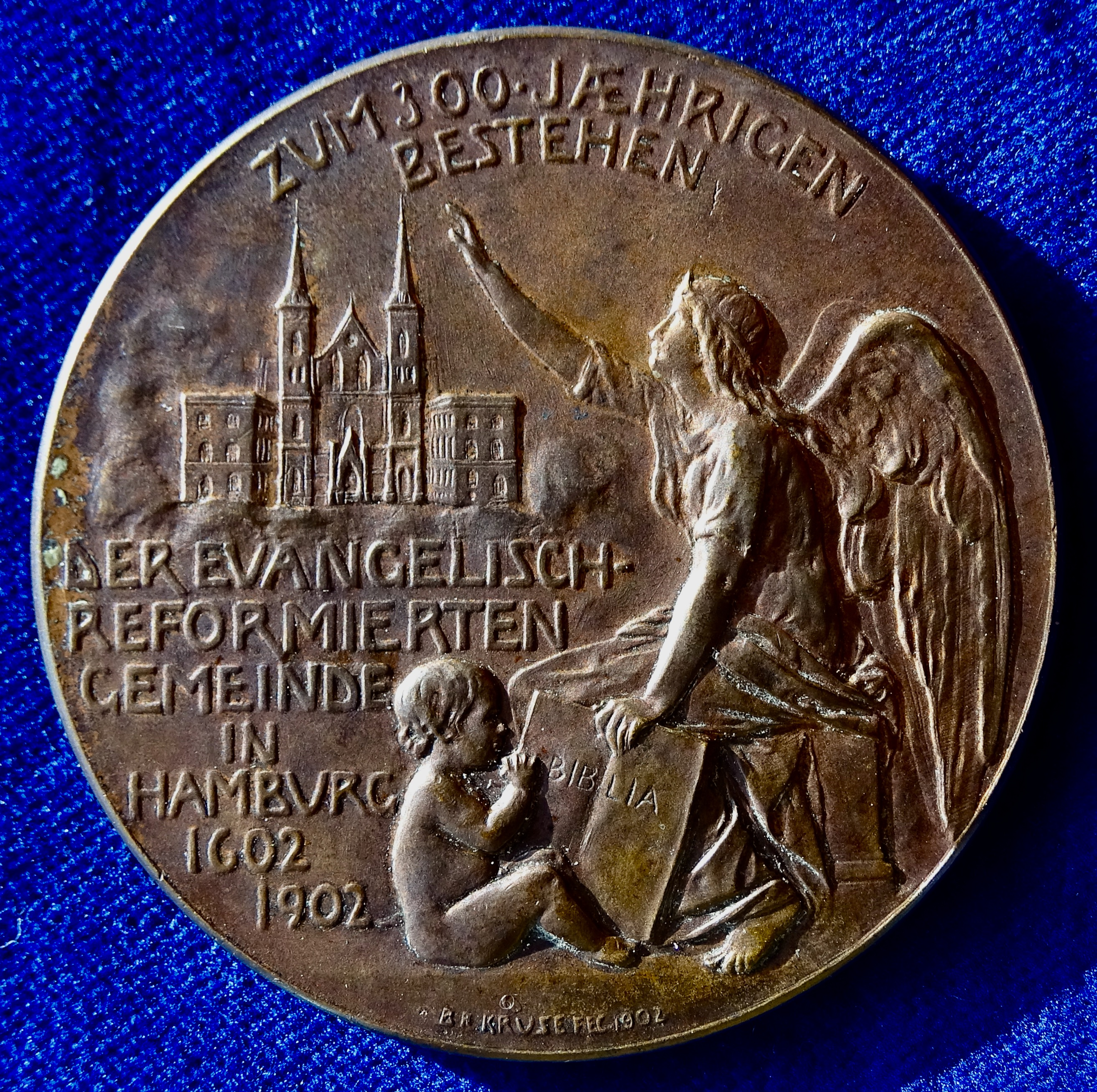
1902: Hamburg. Jugendstil-Medaille zur 300-jahrfeier der Evangelisch-Reformierten Gemeinde, Vorderseite

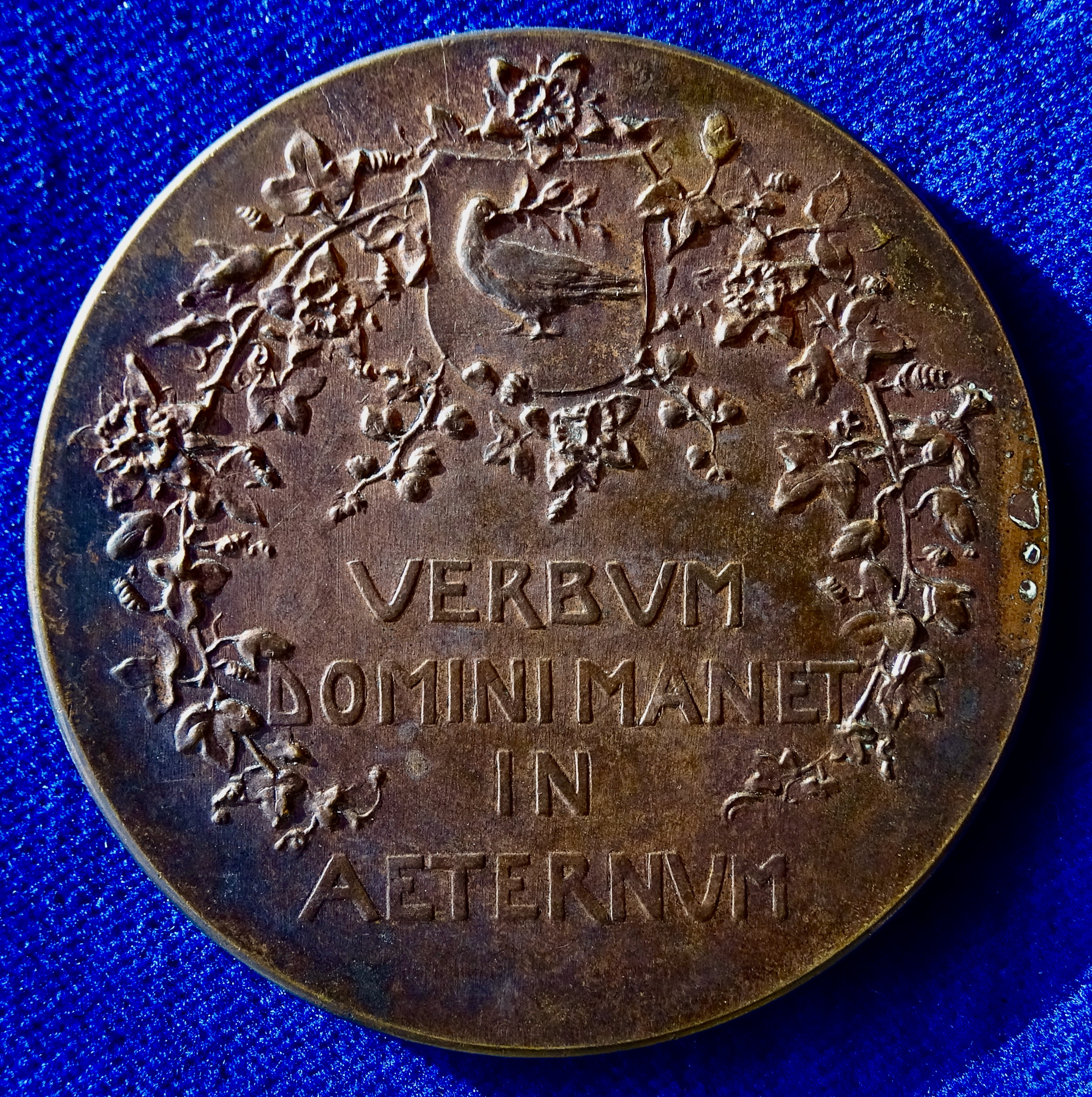
Die Rückseite dieser Medaille von Bruno Kruse

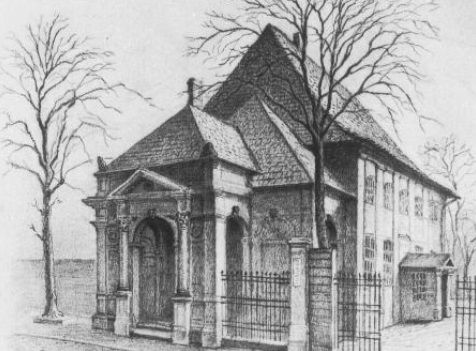
Reformierte Kirche an der Kleinen Freiheit (1918)

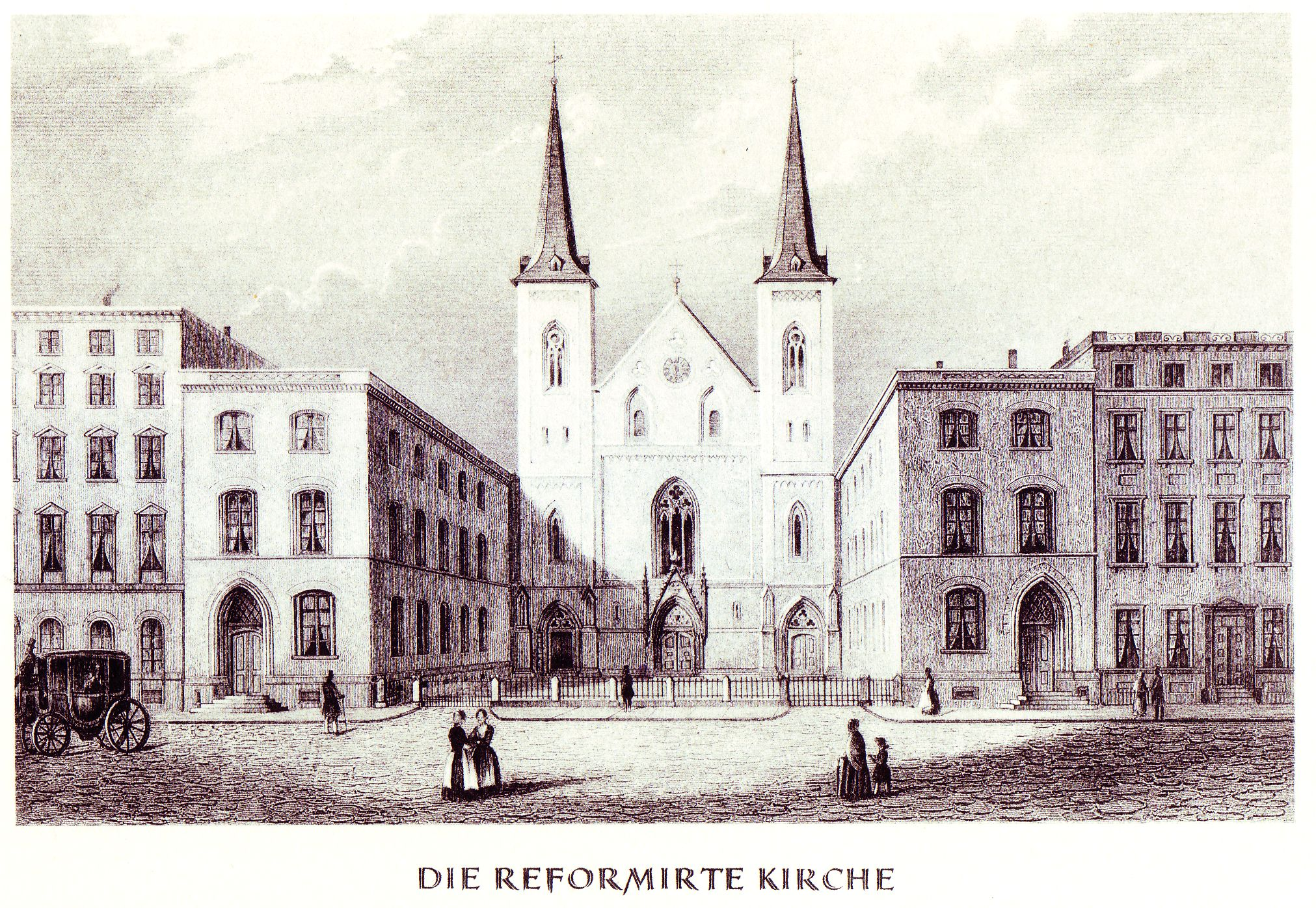
Reformierte Kirche in Hamburg um 1850 (Julius Gottheil)

Wallonische Glaubensflüchtlinge aus den spanischen Niederlanden gründeten am 3. November 1588 eine reformierte Gemeinde in Stade. Der Gottesdienst wurde in französischer und flämischer Sprache abgehalten. Nachdem der protestantische Landesherr Graf Ernst von Schauenburg den Reformierten und Mennoniten von Altona am 27. Oktober 1601 ein Privileg zur freien Religionsausübung erteilt hatte, wurde am 15. Juni 1602 die reformierte Gemeinde des Ortes gegründet. Ihre Mitglieder waren Hugenotten aus Frankreich, Niederländer und Deutsche. Gepredigt wurde in französischer, nieder- und hochdeutscher Sprache. Die im folgenden Jahr erbaute reformierte Kirche „auf der Freiheit“ (heute Kleine Freiheit) war die erste Kirche Altonas. Die reformierte Schule bestand von 1602 bis 1896. Die Gemeinde in Stade ging bis 1627 ein. Die reformierten Niederländer hatten sich sprachlich bald assimiliert und besuchten die Predigten in deutscher Sprache.
Die Hamburger Reformierten gründeten 1686 einen Armenhof. Das große Haus an den Kohlhöfen nahm Arme und Kranke auf. Im Jahr 1887 wurde diese Einrichtung als Altenhof an den Winterhuder Weg verlegt; sie ist bis heute ein Werk der evangelisch-reformierten Diakonie.
Am 27. März 1686 trennten sich die deutsch-reformierte Gemeinde und die französisch-reformierte Gemeinde. Obwohl Altona seit 1640 dänisch war und 1664 vom dänischen König die Stadtrechte erhielt, besuchten weiterhin die Hamburger die Gottesdienste in Altona. Erst viele Jahre später trennten sich 1716 die deutsch-reformierte Gemeinde und 1761 die französisch-reformierte Gemeinde in jeweils Altonaer und Hamburger Gemeinden.
Jedoch erst am 19. September 1785 erhielten die Hamburger Reformierten das Recht auf freie Religionsausübung. Die Gottesdienste der deutsch-reformierte Gemeinde fanden seit 1716 in der „Privatkapelle“ des niederländischen Gesandten statt, die Platz für mehr als 500 Gläubige bot. Die Französisch-Reformierten hatten sich seit 1686 in Hamburger Wohnungen und privaten Häusern versammelt, mussten jedoch zehn Jahre später 51 Kirchenbänke und eine Kanzel nach Altona bringen, da der Hamburger Senat um Einstellung der „Zusammenkünfte und Predigten im Wandrahm“ ersucht hatte. Nachdem der Senat 1725 wiederum private Zusammenkünfte verboten hatte, trat auch die französische Gemeinde unter exterritorialen Schutz. Seit 1726 bot ihnen der preußische Resident Jean Destinan seine kleine Privatkapelle am Gänsemarkt zur Mitbenutzung an. 1744 erwarb er ein Grundstück an der Königsstraße und ließ dort eine größere Hauskapelle errichten. 1786 erteilte der Senat eine „Concession“ und die Erlaubnis, sich neue Versammlungsräume genehmigen zu lassen, unter der Einschränkung: „Doch darf ein solches Gebäude weder mit Thürmen, Glocken, noch andern, aufseelich in die Augen fallenden Kennzeichen einer öffentlichen Kirche versehen seyn.“
Während der Besatzungszeit wurde die Gesandtschaftskapelle von der französischen Armee beschlagnahmt und nahezu ruiniert. Der Architekt Petitjean erwarb das Grundstück und übernahm den Bau einer neuen Kapelle, die er an die Gemeinde vermietete. Im Jahr 1843 verkaufte die Gemeinde ein gegenüber liegendes Grundstück, da der Baupreis eines geplanten Neubaus nach dem Großen Brand von 1842 nicht mehr zu finanzieren war. Sie ersteigerte das Logenhaus an den Hohen Bleichen, das dort an einem Innenhof lag.
Am 17. Mai 1831 vereinigte sich die deutsch-reformierte mit der französisch-reformierten Gemeinde in Altona zur „Evangelisch-reformierten Gemeinde in Altona“. Im Jahr 1923 trat sie der Evangelisch-reformirten Kirche der Provinz Hannover bei. Im Februar 1963 gründete sie mit den beiden Hamburger Gemeinden die „Evangelisch-reformierte Stadtsynode in Hamburg“. Zwölf Jahre später schlossen sich die Deutsche Evangelisch-Reformierte Gemeinde in Hamburg, die Evangelisch-reformierte Gemeinde in Hamburg-Altona und die Französisch-Reformierte Gemeinde in Hamburg zum 1. Januar 1976 zur „Evangelisch-reformierten Kirche Hamburg“ zusammen. Altona war zuvor aus der Evangelisch-reformierten Kirche in Nordwestdeutschland (ehemals Provinz Hannover) ausgeschieden.

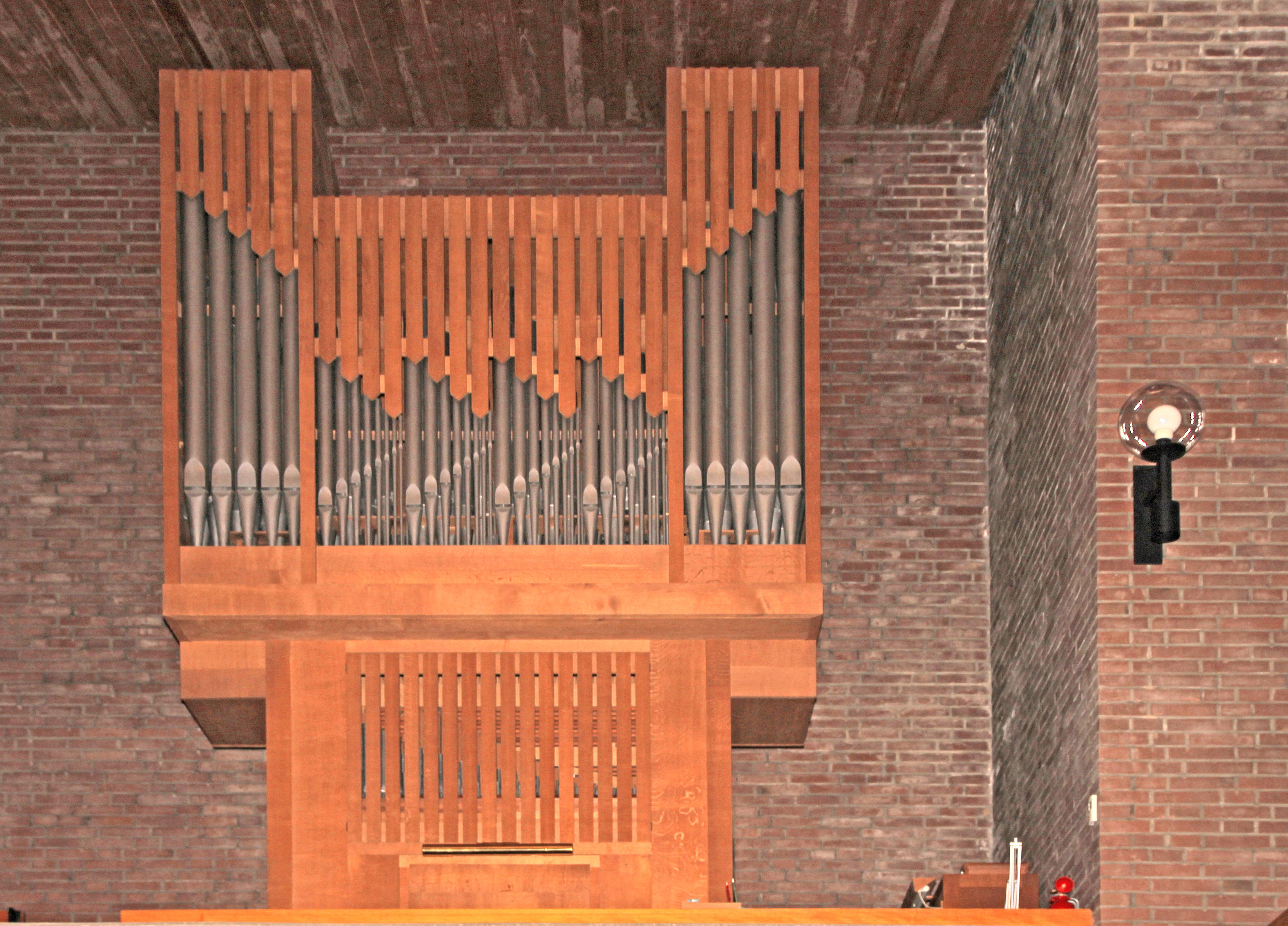
Orgel in Altona

Die drei Kirchengebäude, die klassizistische Kirche aus dem 19. Jahrhundert an der Palmaille am Altonaer Balkon, die deutsch-reformierte Kirche von 1857 und die französisch-reformierte Kirche von 1904 waren im Bombenhagel des Zweiten Weltkriegs untergegangen. In den 1960er Jahren wurden an der Hamburger Ferdinandstraße und an der Altonaer Palmaille zwei moderne Kirchen und Gemeindezentren neu erbaut. Altona erhielt 1969 eine Orgel von Ahrend & Brunzema, Hamburg 2011 im Zuge einer umfassenden Sanierung erstmals einen Gemeindesaal.
Am 1. Januar 2012 trat die Evangelisch-reformierte Kirche in Hamburg der Evangelisch-reformierten Kirche mit Sitz in Leer (Ostfriesland) bei.

## Wissenswertes
Beim Abendmahl versammelt sich die Altonaer Gemeinde um einen langen Tisch auf Hockern sitzend.
Der 1923 eröffnete Altonaer Friedhof hat ein reformiertes Gräberfeld.
Eine Englisch-Reformierte Gemeinde bestand in Hamburg von 1785 bis 1984.

## Bestehende Kirchen und Gemeindezentren
| Abbildung | Name                                                            | Stadtteil, Ortsteil, Straße und Lage                           | Bauzeit                                                    | Bemerkungen, Internetseite |
| --------- | --------------------------------------------------------------- | -------------------------------------------------------------- | ---------------------------------------------------------- | --- |
|           | Gemeindezentrum der Evangelisch-reformierten Kirche in Hamburg  | Altstadt Ferdinandstr. 21 53° 33′ 14,8″ N, 10° 0′ 1,2″ O       | Grundsteinlegung am 17. Mai 1963, Eröffnung am 9. Mai 1965 | Backsteingebäude nach Konzeption des Architekten Rudolf Esch († 1962), ausgeführt durch den Architekten Hubert Korndörfer, Orgel von Alfred Führer Webseite |
|           | Gemeindezentrum der Evangelisch-reformierten Kirche in Altona   | Altona-Altstadt Palmaille 2 53° 32′ 47,1″ N, 9° 56′ 42,3″ O    | 1966                                                       | Backsteingebäude von Benedikt Huber, Ahrend-Orgel (1969) Webseite                                                                                           |
|           | Kapelle im Altenhof der Evangelisch-reformierten Kirche Hamburg | Barmbek-Süd Winterhuder Weg 98 53° 32′ 47,1″ N, 9° 56′ 42,3″ O |                                                            | |

## Ehemalige reformierte Kirchen in Hamburg (Auswahl)
| Abbildung                             | Name                                                           | Ehemaliger Standort                                              | Ehemalige Konfession                                                             | Bauzeit | Bemerkungen                                                                                                |
| ------------------------------------- | -------------------------------------------------------------- | ---------------------------------------------------------------- | -------------------------------------------------------------------------------- | ------- | --- |
| Alte Reformierte Kirche Altona (1918) | Reformierte Kirche Altona                                      | Altona-Altstadt Kleine Freiheit 10                               | reformiert                                                                       | 1603    | Erste Kirche Altonas                                                                                       |
|                                       | Deutsch-reformierte Gemeinde Hamburg                           | Altstadt                                                         | deutsch-reformiert                                                               | 1716    | Große Kapelle des niederländischen Gesandten, als deutsch-reformierte Kirche genutzt                       |
|                                       | Französisch-reformierte Gemeinde Hamburg                       | Altstadt Königstraße 53° 33′ 14,8″ N, 10° 0′ 1,2″ O              | französisch-reformiert                                                           | 1744    | Kapelle des preußischen Residenten, als französisch-reformierte Kirche genutzt, 1806–1814 Futtermagazin    |
|                                       | Französisch-reformierte Gemeinde Hamburg                       | Altstadt Königstraße / Poststraße 53° 33′ 14,8″ N, 10° 0′ 1,2″ O | französisch-reformiert                                                           | 1815    | Kapelle erbaut durch den Architekten Petitjean, bis 1843 an die französisch-reformierte Gemeinde vermietet |
|                                       | Evangelisch-reformierte Kirche Altona                          | Altona-Altstadt Palmaille (Elbseite)                             | reformiert                                                                       |         | Klassizistisches Gebäude, im Zweiten Weltkrieg zerstört                                                    |
|                                       | Französisch-reformierte Kirche Hamburg                         | Altstadt Hohe Bleichen 53° 33′ 14,8″ N, 10° 0′ 1,2″ O            | französisch-reformiert                                                           |         | Ehemaliger Freimaurertempel, ab 1844 als Kirche genutzt                                                    |
|                                       | Deutsch-reformierte Kirche Hamburg                             | Altstadt Ferdinandstr. 21 53° 33′ 14,8″ N, 10° 0′ 1,2″ O         | deutsch-reformiert                                                               | 1857    | Zweitürmiges Gebäude von Eduard Averdieck, im Zweiten Weltkrieg 1943 zerstört                              |
|                                       | Französisch-reformierte Kirche Hamburg                         | Hamburg                                                          | französisch-reformiert                                                           | 1904    | Neugotischer Bau, im Zweiten Weltkrieg zerstört                                                            |
|                                       | English Reformed Church                                        | Neustadt Am Johannisbollwerk 53° 32′ 42,4″ N, 9° 58′ 19,8″ O     | englisch-reformiert; als Gast ab 1883: schwedische Seemannsgemeinde (lutherisch) | 1826    | Klassizistischer Bau von Carl Ludwig Wimmel, 1891 im Zuge des Hafenausbaus abgerissen                      |
|                                       | Kirchsaal Raboisen der Evangelisch-reformierten Kirche Hamburg | Altstadt Raboisen                                                |                                                                                  |         | Notkirche, die im Sommer 1969 von der Herrnhuter Brüdergemeine übernommen wurde                            |